# Jégvitorlázás

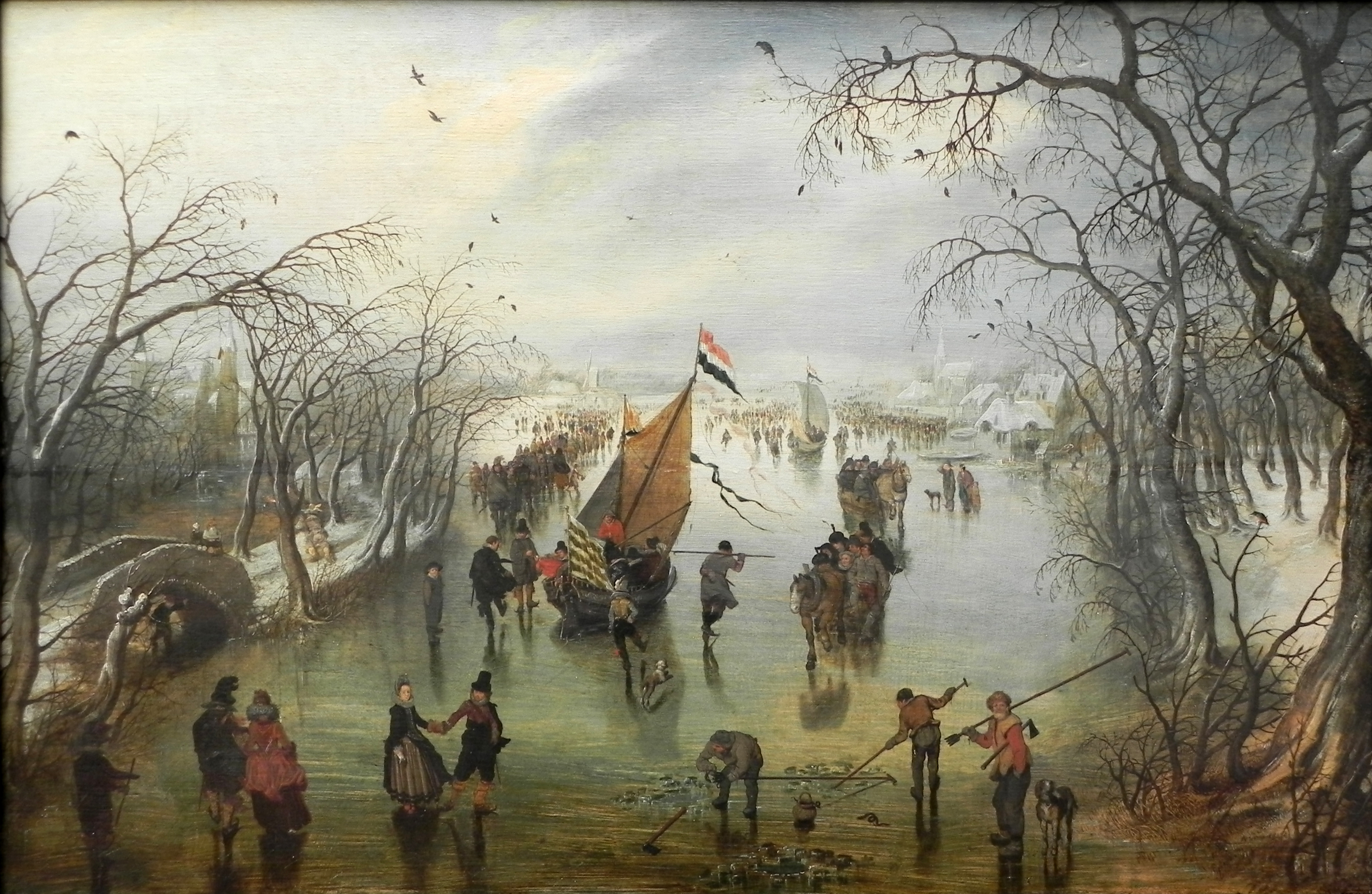
Adriaen van de Venne képe; 1614

A jégvitorlázás a vitorlássport téli, jégen alkalmazható extrém változata. Tengerparton űzött, nyári megfelelője a homok- vagy strandvitorlázás.
A jégvitorlások mindössze abban hasonlítanak a hajókhoz, hogy a szél erejét használják fel a haladáshoz. Van árbócuk, vitorlájuk és kormányuk, hajótestük azonban nem érintkezik közvetlen a befagyott vízzel. A többnyire egyszemélyes szerkezetek, a háromszögben elhelyezett korcsolyákra épülő hídból és a testből állnak, amely éppen csak akkora, hogy a hajótest vezetője benne ülve vagy fekve irányíthatja járművét.

## Történelme

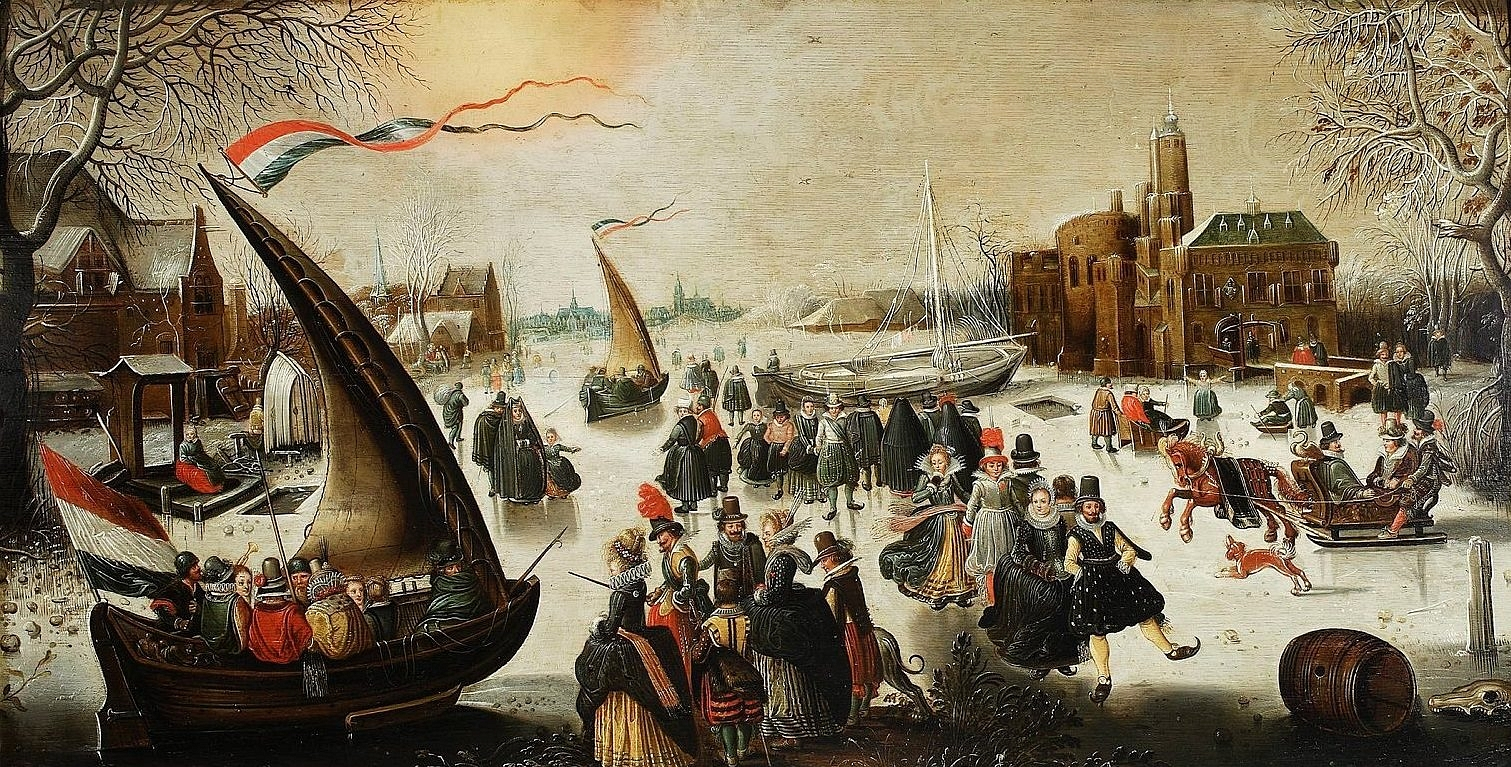
David Vinckboons: Korcsolyázók és jégvitorlások (cca. 1615)

Az első jégvitorlások nagy valószínőséggel a Németalföldön használatos csatornahajók átalakításából keletkezhettek, ahol a XIV. századtól egészen a XIX.századig tartó, hűvősebb klimatikus időszak - az úgynevezett kis jégkorszak - következtében a csatornákat jellemzően éves szinten akár 5 hónapon át is jég borította. A közel fél éven keresztül tartó tél miatt nem állhatott le a kereskedelem, illetve a csatornákon való árúszállítás, így leleményes kereskedők hajóikat egy híd-palló segítségével korcsolyákra állították, így téve azokat használhatóvá télvíz idejére is.
Bár a jégvitorlázás Hollandiában már a 17. században elterjedt téli időtöltés volt, az első modern jégvitorlások a 19. század elején az amerikai Nagy-tavakon alakultak ki. 1790-ben a téli időszakban befagyott New York állambeli Hudson folyón gyakorolták a vitorlázás téli változatát. A hajótest egy négyzet alakú teknő forma volt. A csúszó felületekből kettőt a hajótest elejére, egyet a hátul elhelyezett kormányrúd alá rögzítettek. 1853-tól a hajótest háromszög alakúvá formálódott, a bukások csökkentése érdekében a fővitorla alacsonyabb lett, bevezetésre került az orrvitorla. 1879-től a hajótest alá gerincet építettek, stabilabb egyensúlyú sporteszköz lett. A lapos fenekű hajótest elejére és végére korcsolyákat (csúszó felületeket), a hajótest elejére egy futófelülettel ellátott botkormányt szereltek. A sportolók (utasok) a hajótest belsejében ülve helyezkednek el, kezelve a köteleket (vitorla, botkormány). A jégvitorlásokat teherszállításra, jéghalászatra is alkalmazták.
Európában az 1800-as évek végén, Skandináviában, a Baltikumban, Oroszországban, Lengyelországban és az Osztrák-Magyar Monarchia területén is megjelent a sport.

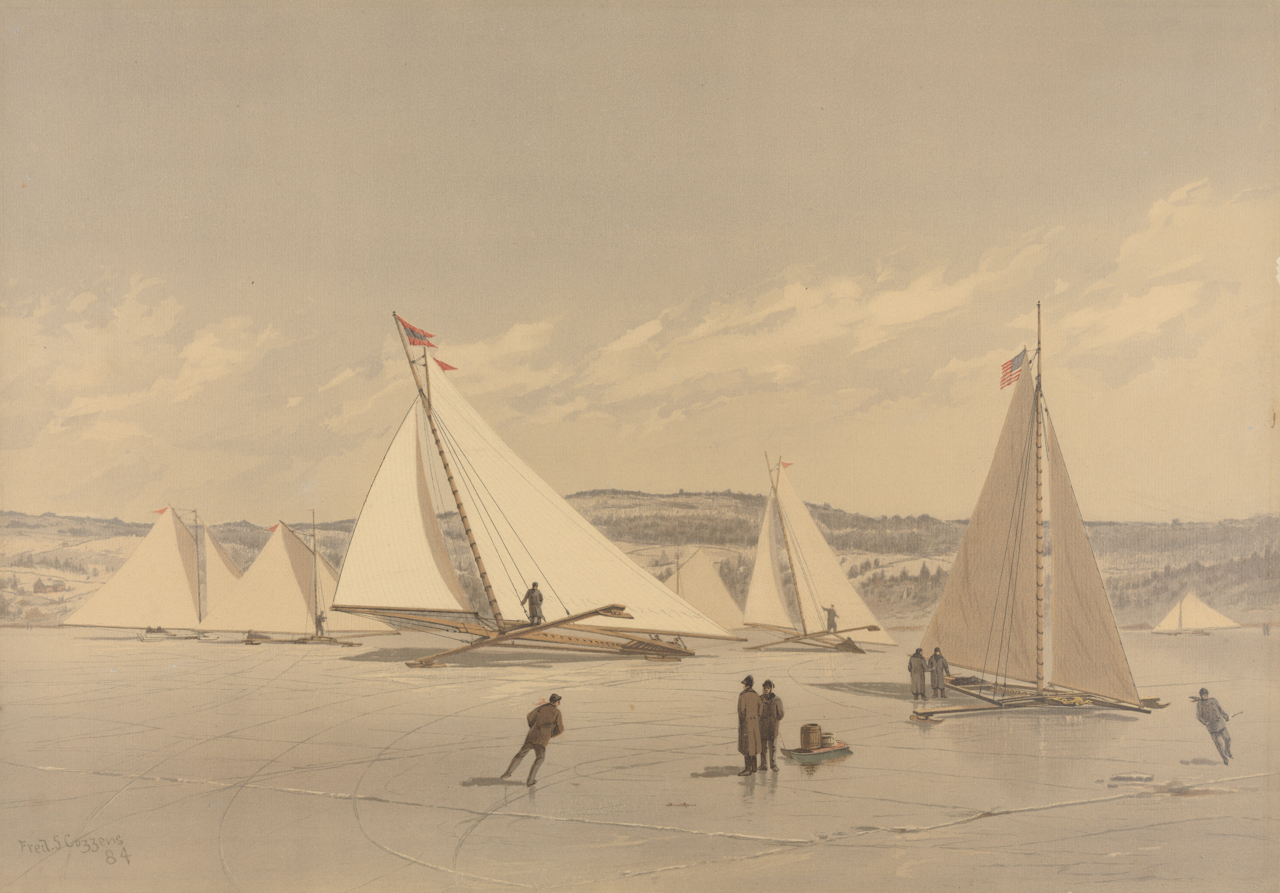
Jégvitorlázás a Hudsonon

A jégvitorlásnak van egyszemélyes (sport) és többszemélyes (sport- és szabadidős) változata. 1881-ben első alkalommal írtak ki versenyt klubok részére. A jégvitorlázás nagyon népszerű az amerikai Nagy-tavak környékén illetve Európa északi országaiban.
Az 1930-as években alakult meg a Skeeter osztály. 1937-ben jött létre a Nemzetközi DN osztály. Elnevezése egy amerikai napilap, a Detroit News nevéből született 1936-ban, amikor a lap egyszemélyes, bárki által otthon is elkészíthető és autón szállítható téli sporteszköz építésére versenyt hirdetett. A sportág 1968-ban építéstechnikai fejlődésnek indult, 1970-től üvegszálas technológiát alkalmaztak, amivel modern designok készülhettek. A jégvitorlás készítésénél felhasználható építőanyagok: fa, rétegelt lemez, hab, szénszál, üvegszál és epoxigyanta. Általában három futót (korcsolyát) alkalmaznak, háromszög elrendezéssel. A korcsolyákat úgy helyezik el, hogy oldalirányból stabilizálják a jégvitorlást. A modern jégvitorlások a szél sebességének többszörösét is képesek elérni.

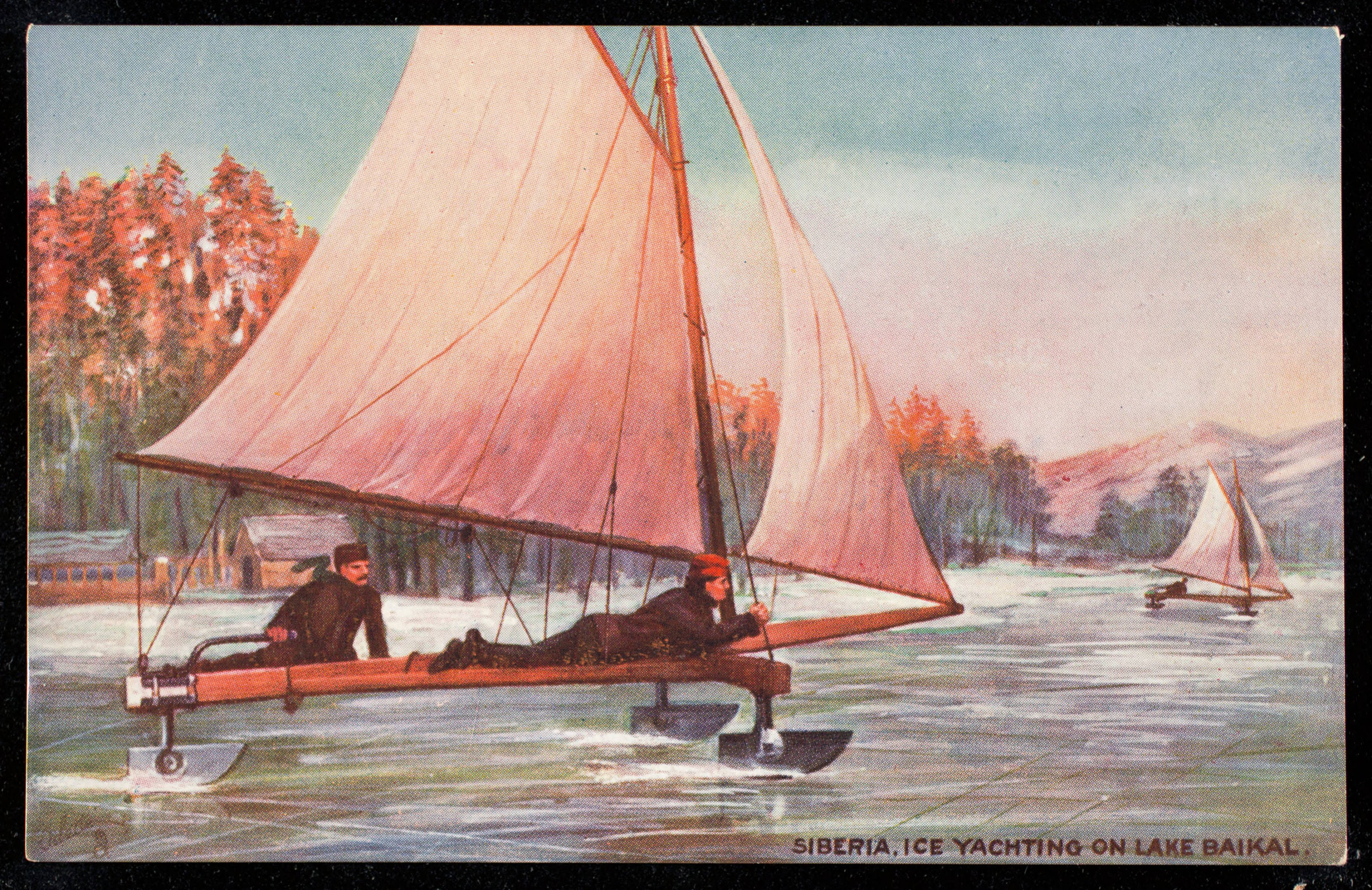
Bajkál-tavi jégvitorlázók

Napjainkban a sportágat leginkább Ausztriában, Németországban, Csehországban, Lengyelországban, Norvégiában, Svédországban, Hollandiában, Litvániában, Lettországban, Észtországban, Finnországban, Oroszországban, Amerikai Egyesült Államokban és Kanadában gyakorolják. Több osztályban szerveznek versenyeket, ahol a nevezett jégvitorlásoknak meg kell felelni az előírásoknak. A legnépszerűbb kategória a nemzetközi DN osztály.

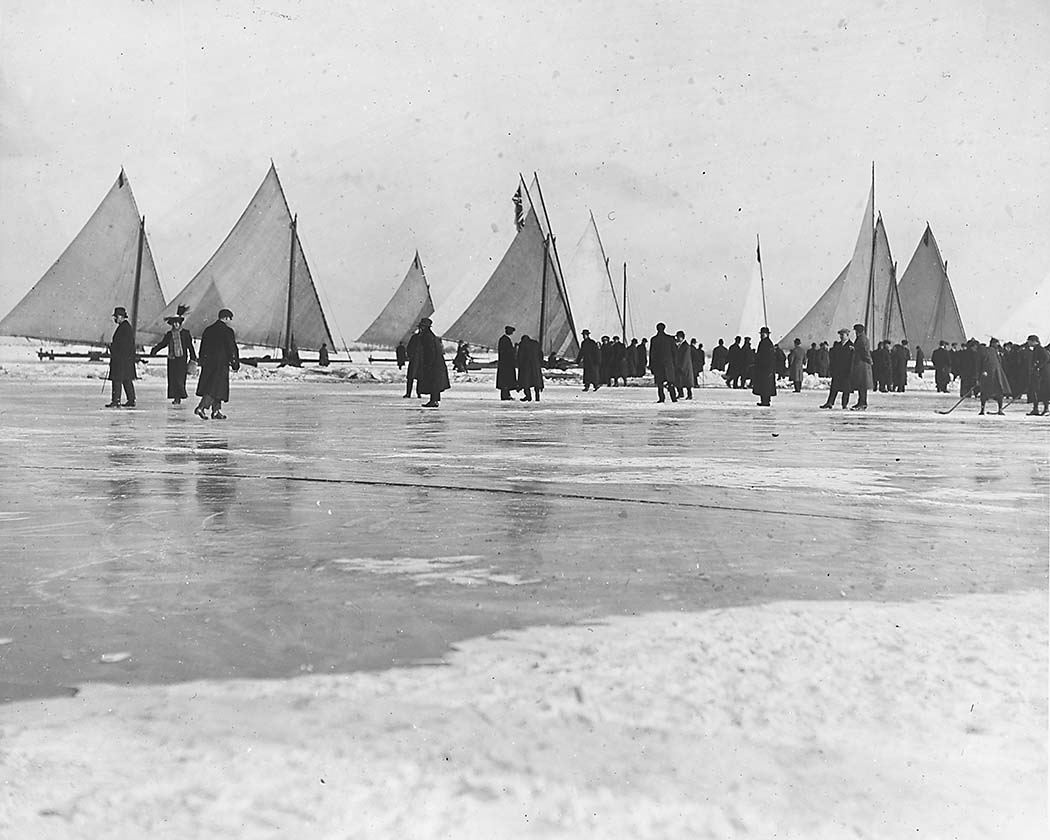
Toronto-öböl, Ontario, Kanada

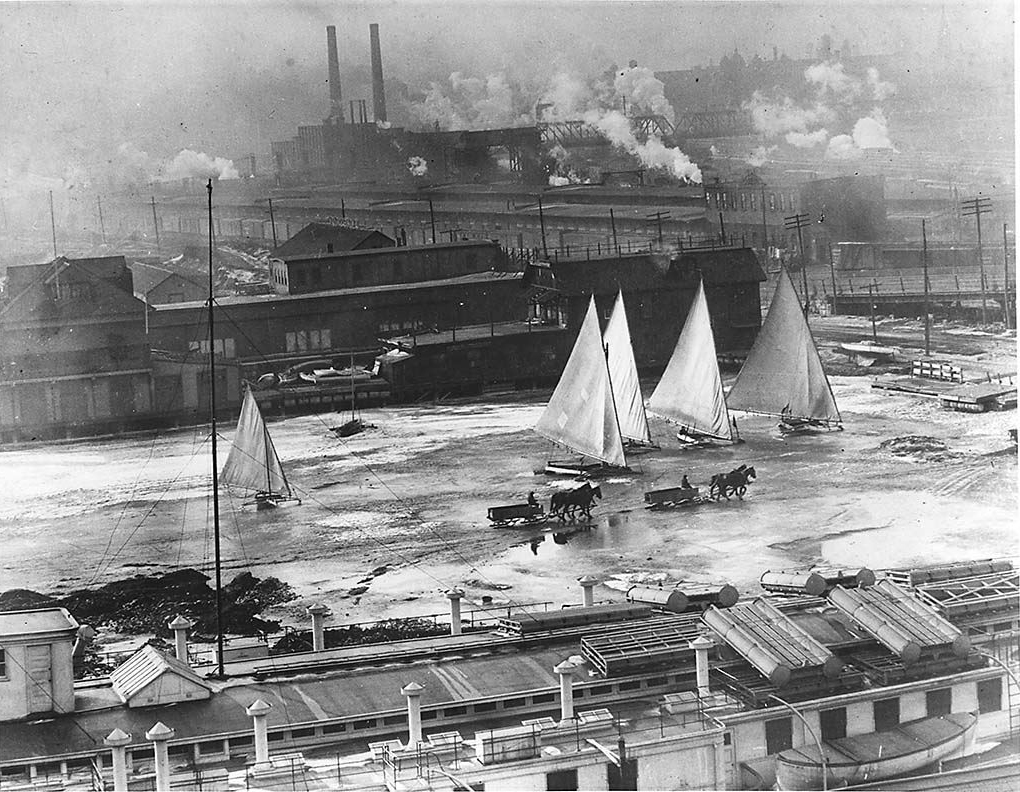
Toronto-öböl, Kanada

## Magyar jégvitorlázás
Az első hazai jégvitorlást egy angol és egy magyar hajóépítő, John Harris és Gyapai Nándor 1888-ban (más források szerint 1892-ben) építette balatonfüredi műhelyükben és a szomszédos Stefánia Yacht Egylet kikötőjében került jégre. Az egylet számos főúri tagjának megtetszett a dolog, különösen a sebesség keltette fel a figyelmüket. Gróf Andrássy Géza a Balatonfüred–Siófok távot 11 perc alatt tette meg.
Ez időtájt a jégvitorlások inkább a szórakozás célját szolgálták, nincs is tudomásunk arról, hogy abban az időkben rendeztek volna versenyt Magyarországon, legfeljebb sebességi rekordok elérésére használták a jégszánokat. Heinrich Tibor, a KMYC tagja 1935-ben állította fel az utolsó hitelesített magyar rekordot 150 km/óra sebességgel. Az első jégvitorlás versenyre 1937. február 1-jén került sor, a KMYC rendezte egy egyenlő oldalú háromszög pályán, amelynek hossza öt kilométer volt. A versenyen 12 és 15 négyzetméteres (Monotype XV és Benacsek 12 és 15) jégvitorlások vettek részt.
1941-ben a Balatonkenese–Almádi–Balatonszabadi– Balatonkenese útvonalon, az új szabad tervezésű 15-ös kategóriában rendeztek hosszú távú versenyt a kenesei téli sportnapok keretében. Heinrich Tibor ezen a versenyen is nagy előnnyel nyert.
A második világháború után, az 1950-es évek elején rendezett újra jégszán versenyeket a Balatonfüredi Vasas. A jégvitorlások többsége a háború alatt elpusztult. Az áramvonalasok közül három maradt: az egyik Heinrich Tiboré volt, amelyet – mivel az elhagyott javak közé tartozott – a fürediek használták. A másik dr. Horváth Boldizsár tulajdona volt, a harmadik Grofcsik Jánosé, és az Almádi Építőknél Somody Pál versenyzett vele. A két kategóriát figyelembe véve, általában 7–9 résztvevő állt rajthoz.
A Veszprém Megyei Idegenforgalmi Hivatal és az IBUSZ vándordíjat alapított egy jégvitorlásverseny győztese részére. Ezeket 1961-1965 között tartották. A kétszemélyes jégszánokkal vívott versenyeken 1961-ben Németh István, 1962-ben Németh Gyula, 1963-ban Tolnay László győzött. 1964-ben a rossz jégviszonyok miatt elmaradt a regatta. 1965-ben a Németh testvérek győztek, a kupát – amelyet ezzel végleg elnyertek – dr. Zákonyi Ferenc adta át. Azok, akik lelkesedésükkel az akkori időkben a jégvitorlázást életre keltették Fi János, Galambos Jenő, Haán István, dr. Horváth Boldizsár, Országh István, id. Pataky Attila, Sárdy László, Simon Károly, Tóth József, Törzs Imre voltak.
1964-ben a Magyar Vitorlás Szövetség elnöksége a jégvitorlázás fejlesztésére anyagi támogatást biztosított, ennek keretében a Balatonfüredi Hajógyárban négy új, 12 négyzetméteres jégszánt építettek.

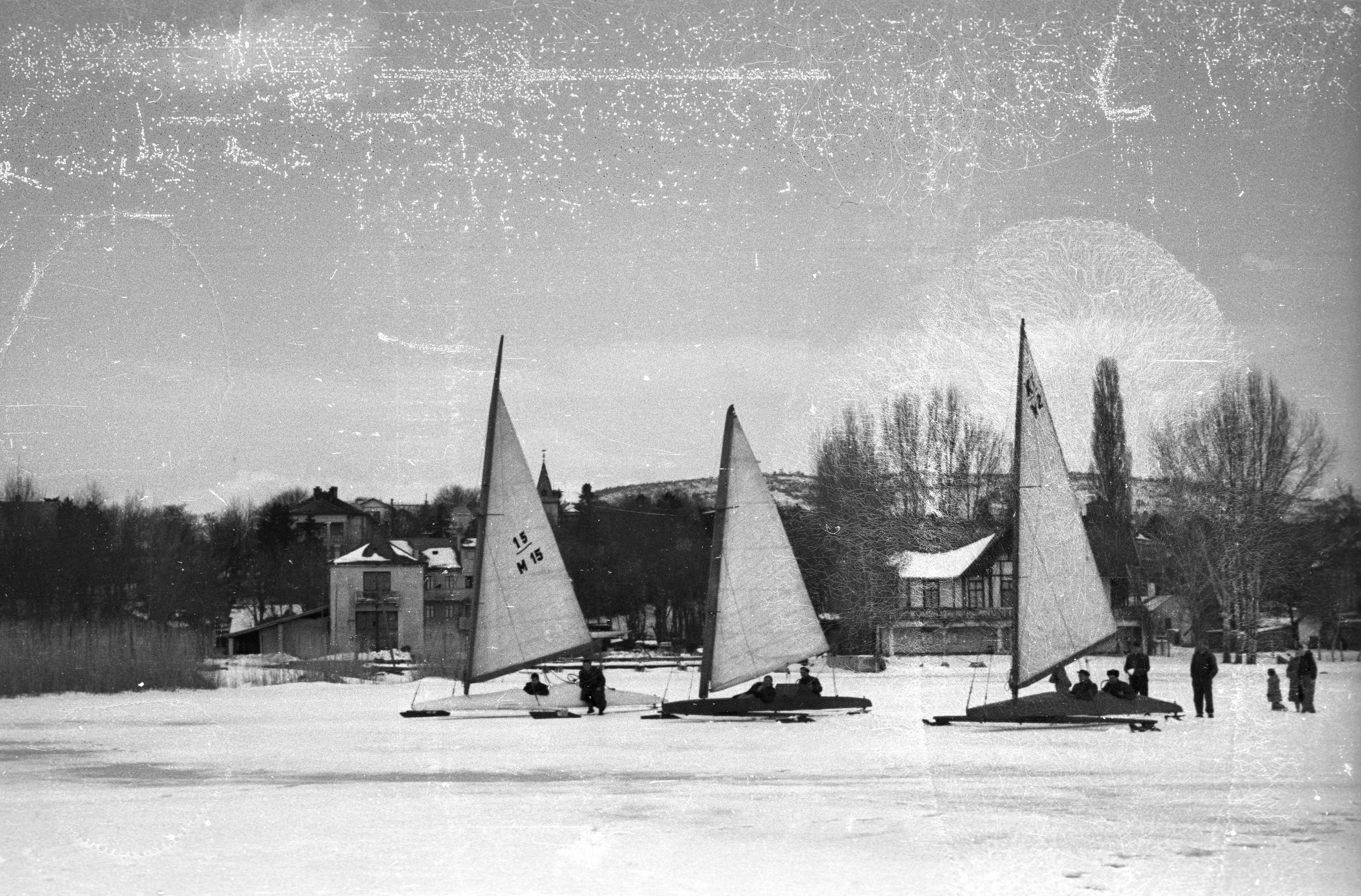
Monotype valamint Benacsek 15 és 12 típusú Jégvitorlások Balatonfüreden a Yacht Club előtt (1966).

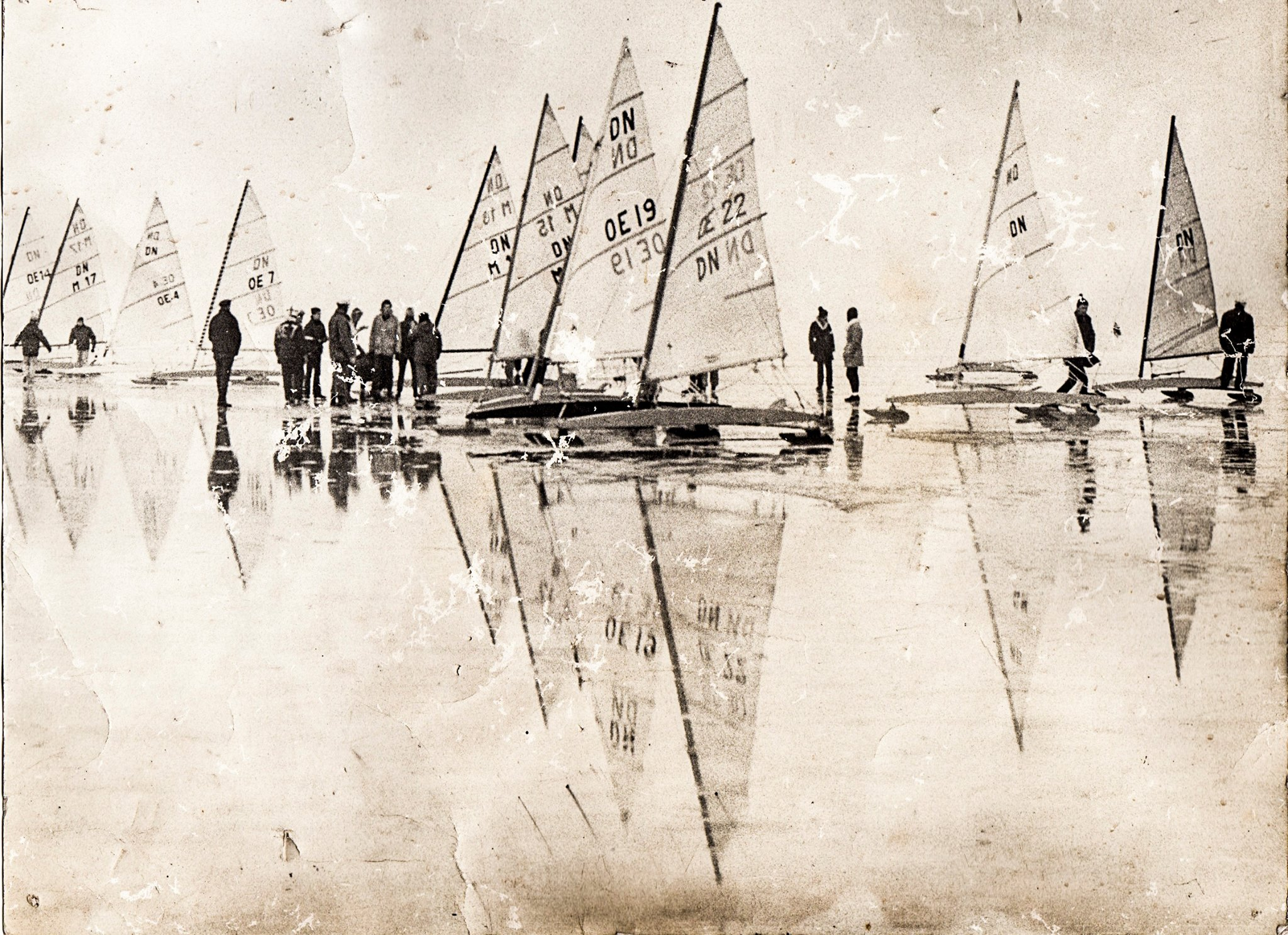
Nemzetközi DN találkozó a Balatonon az 1970-es években

Az 1960-as évek végén a DN osztály megjelenése jelentette a jégvitorlázás megújulását. Az első DN hajó Magyarországon dr. Sándor Pál kezdeményezésére, 1970-ben, a Balatonfüredi Hajógyárban készült. A DN olyan jól sikerült, hogy a hetvenes évek elején már exportra is gyártottak DN jégvitorlásokat. Későbbiekben a versenyzők – például id. Pataky Attila, Szalay István, Tolnay László és Törzs Imre – maguk kezdték a típust építeni. A DN tulajdonosokat össze kellett fogni, hogy a jégvitorlás versenyélet meginduljon. Ennek a szándéknak megfelelve, 1976. december 10-én Balatonfüreden megalakultak a balatoni, majd a velencei-tavi jégszán flották. Ennek ellenére a hazai időjárási viszonyok és a versenyrendezés jogi körülményeinek következtében kialakult bizonytalan helyzet miatt sokáig hivatalos jégszánversenyt Magyarországon nem rendeztek.

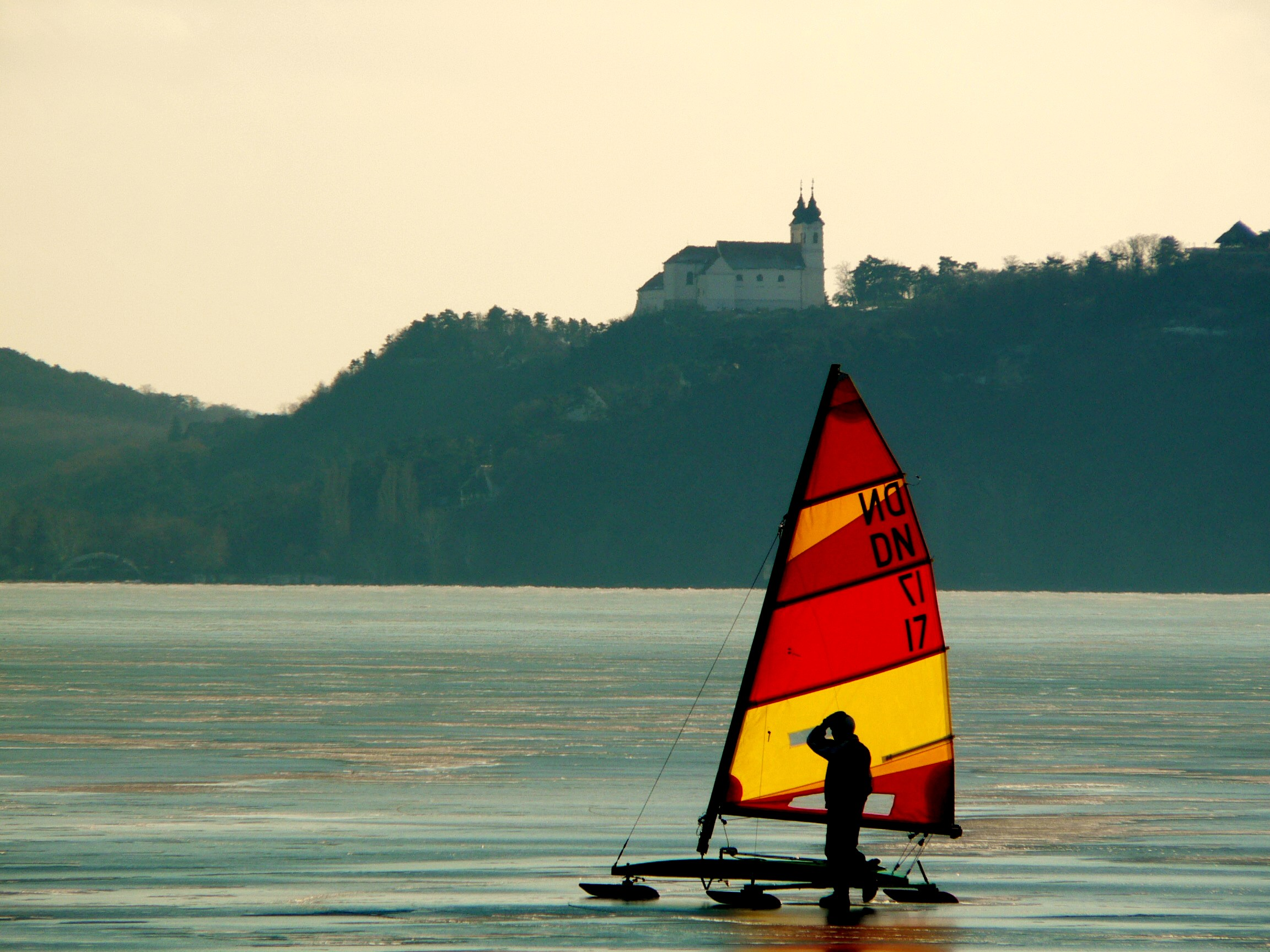
Kiszely Pál DN-je Balatonfüreden

A magyar jégvitorlás-versenyzés hosszú szünet után, 1999. január 16-án az MVSZ égisze alatt éledt újra, amikor Balatonfüreden megalakult a DN Jégvitorlás Osztályszövetség. Megválasztották vezetőségét, elnök Koltay Gusztáv, titkár Csernussi Gábor, a Balatoni régió vezetője Hantó István lett. A megelőző években nem voltak magyarul elérhető versenyszabályok, így azoknak megfelelő felszerelések sem. A szabályokat Koltay Gusztáv és Nagy Levente, a Versenybírói Testület vezetője fordította le.
A kezdeti sikerek után az osztályszövetség a BYC-cel közösen pályázatot nyújtott be a Nemzetközi DN Jégvitorlás Osztályszövetséghez (IDNIYRA) a DN Európa- és Világbajnokság megrendezésére, amelyet elfogadtak, és 2004. január 14. és 25. között Balatonfüreden és Gyenesdiáson került sor az eseményre.
2005-ben és 2006-ban megrendezésre került a DN magyar bajnokság, 2006-ban a BYC szervezésében a Stefánia Kupa jégvitorlás verseny.
Sajnos több éven keresztül nem volt kedvező az időjárás, így versenyzésre alkalmas jég sem a Balatonon.
A jégszánosok gyakran kénytelenek akár ezer kilométert is vándorolni, hogy megfelelő jeget találjanak.
Így történt 2010-ben is, amikor az eredetileg Lengyelországba tervezett Európa- és világbajnokság az időjárási viszonyok miatt Balatonfűzfőn kötött ki, ahol megtartották a megnyitóját, de a másnap reggelre leesett térdig érő hó miatt végül a Fertő-tavon tudták csak megtartani az eseményt.
2011-ben sikerült ismét Magyar Bajnokságot rendezni.
2015-ben a Tisza-tavon rendezték a MITROPA Kupát, 2017 januárjában pedig a Nyílt Magyar Bajnokságot.
2017. február végén – 2004 óta először – a Balaton volt Európában a jégvitorlázásra legalkalmasabb jégfelület, így a Csehországi Lipno visszalépése után Füreden rendezték meg az IDNIYRA Európa-bajnokságát.
A külföldi eseményeken a 2010-es években 5–6 magyar jégszán vesz részt: Hamrák Péter, Hegyi Márton, ifj. Pataky Attila, legifj. Pataki Attila István és Stubits Dávid van jegyezve a világranglistán. ifj Pataky Attila 2012-től 2016-ig a Nemzetközi DN Jégvitorlás Szövetség európai vice-commodore-a, majd 2016-2022 között az IDNIYRA európai commodore (elnök)-i posztját töltötte be.
A jégvitorlázás elkötelezettjei, akik nemzetközi szinten is sportolni kívántak – a hazai kedvezőtlen időjárási viszonyok miatt – kénytelenek Európa északibb tavain és tengerpartjain vitorlázni, de gyakran megesik a fordítottja is. A kibontakozásának legnagyobb hátránya, hogy a Balaton, a Velencei-tó, a Fertő-tó és a Tisza-tó felülete csak rövid időre (vagy több éven keresztül nem) fagy be biztonságosan, azaz 15-20 centiméternél vastagabbra. Kisebb jégfelületek nem adják meg a szükséges feltételeket (sebesség, fordulás, 2x2 km-es pálya). Egy kisebb jégvitorlás egy négyzetcentiméterre jutó nyomása nem nagyobb, mintha korcsolyával rámenne bárki a jégre. Természetesen minél vastagabb és összefüggőbb a jégtömeg, annál biztonságosabb a jégvitorlázás.
A Magyarországon és a világ többi részén a legkedveltebb kategória a Nemzetközi DN osztályú szánoké. Ez annak is köszönhető, hogy könnyen odaszállítható, ahol a sportolásra alkalmas jég található.

## DN Osztály

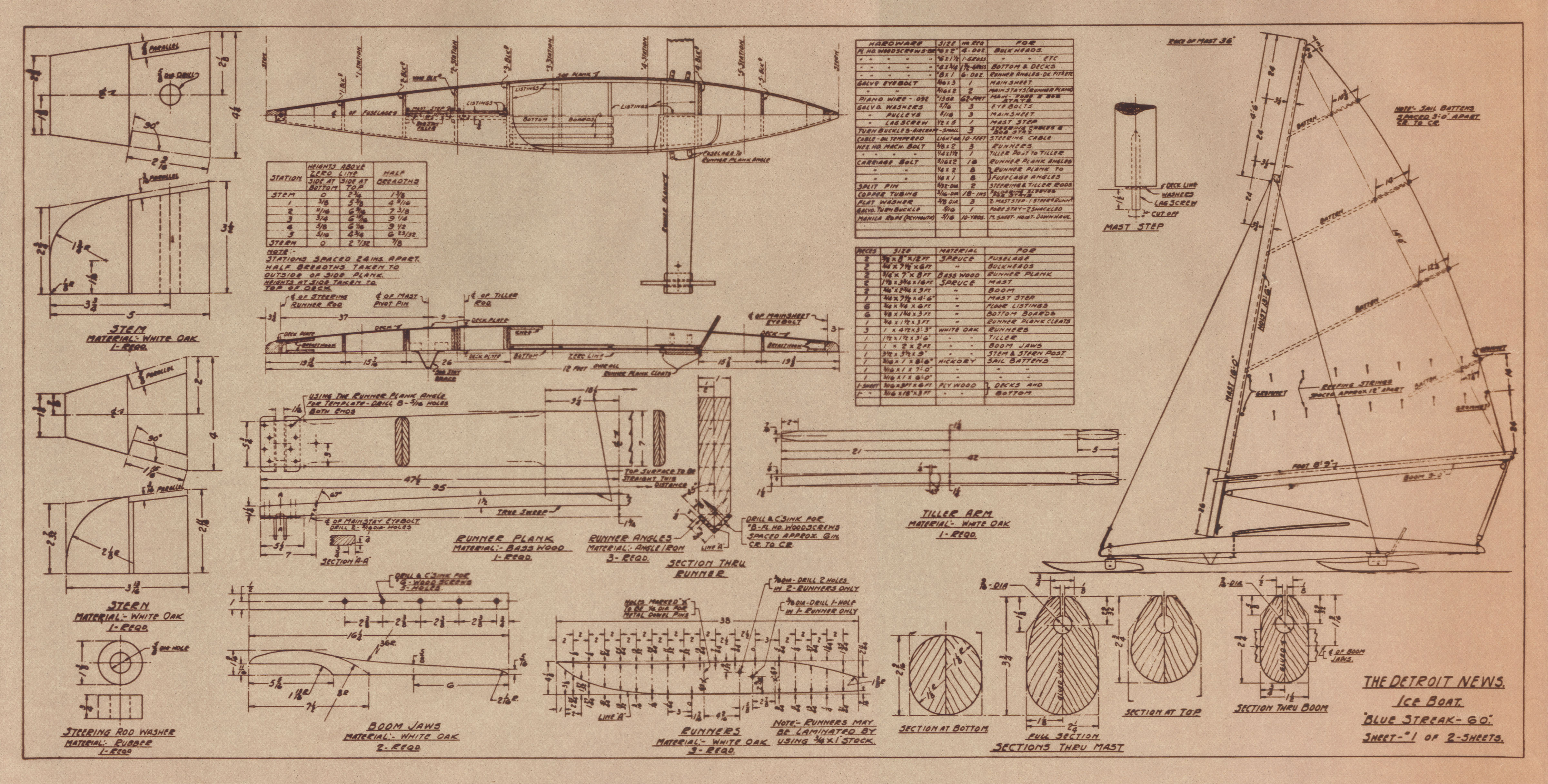
Az eredeti Blue Streak 60 tervek

Elnevezése egy amerikai napilap, a Detroit News nevéből született 1936-ban, amikor a lap egyszemélyes, bárki által otthon is elkészíthető és autón szállítható téli sporteszköz építésére versenyt hirdetett. A pályázatot a Archie Arrol asztalos és jégvitorlázó társai: Joseph Lodge és Norman Jarrait által tervezett Blue-Streak 60 c. pályamű nyerte. A következő évben, 1937-ben már egy flottányi egységet le is gyártottak az újság asztalosműhelyében és osztállyá is alakultak.
Ez a legelterjedtebb one-design jégvitorlás osztály.

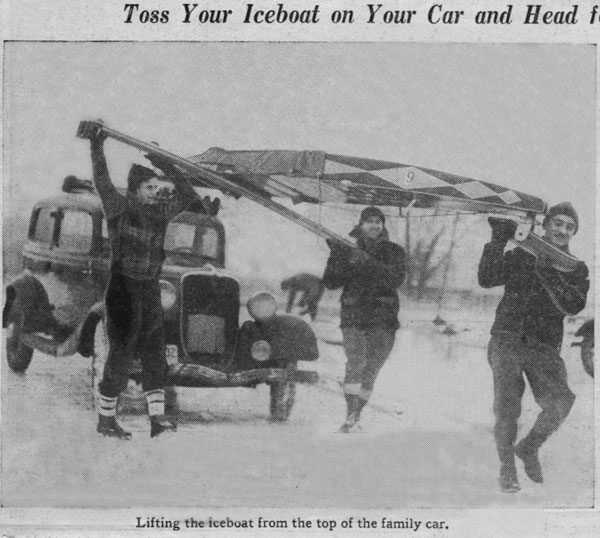
A jégvitorlás könnyen szállítható személygépkocsin.

A leggyakrabban alkalmazott egyszemélyes hajótest fából készül, hossza 3,65 méter, az árbóc 4,84 méter magas, vitorlafelülete 6,5 négyzetméter. Többnyire egyszemélyes szerkezetek, a háromszögben elhelyezett korcsolyákra épülő hídból és a testből állnak, amely éppen csak akkora, hogy a szán vezetője benne fekve irányíthatja a járművet. A jégvitorlások tervezésénél a minimális súly, az áramvonalas forma és a stabilitás elérése a cél. Korszerű anyagok felhasználásával – műszál, karbon – egy felszerelt szán súlya kb. 60 kilogramm. Ilyen szerkezet házilag is építhető, a meghatározott mérettartományon belül. A versenyeken induló szánok precízen meghatározott méretűek és mára jégvitorlásra szakosodott hajóépítő műhelyekben készülnek. Versenykész állapotban az áruk meghaladhatja a többmillió forintot is. Profi szinten a különböző jégfelszínekhez más és más élformájú korcsolyát szokás választani. A jégvitorlázás korántsem kényelmes és veszélytelen sport. A szán akár 100-150 kilométeres sebességgel képes rohanni. Fék, biztonsági öv és légzsákok nincsenek, csak egy bukósisak, valamint a kezelő képessége védi a versenyzőt. A hideg elleni védelemről is gondoskodni kell (megfelelő meleg ruházat, kesztyű, cipő). Népszerűségére jellemző, hogy a 2014. évi téli olimpiai játékokon, Szocsiban bemutatkozó sportként szerepelt.
Az osztály történelmileg komoly múltra tekint vissza Észak-Amerikában, de mára az európai tagság túlszárnyalta létszámban.

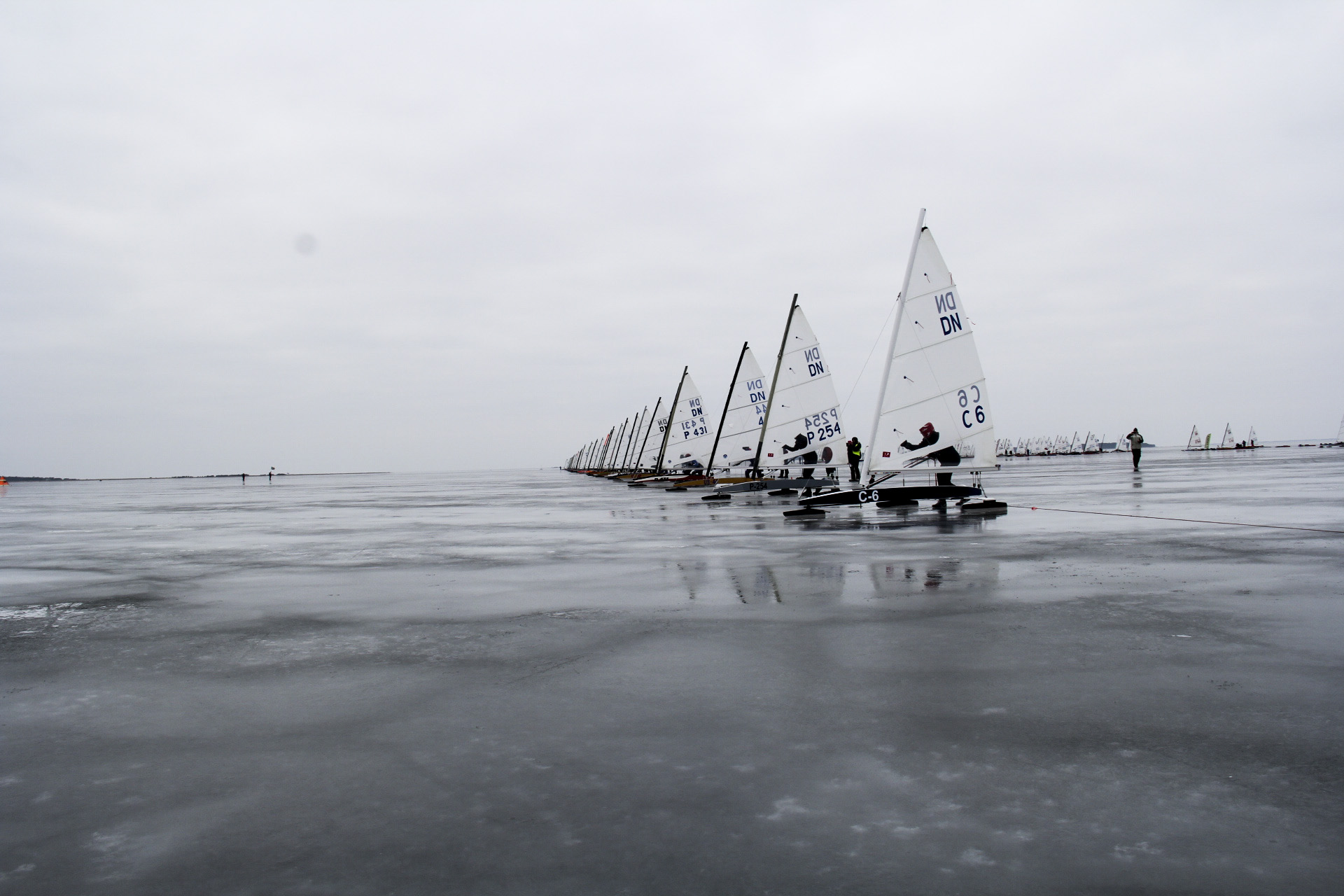
DN verseny rajt

Rendszeresen rendeznek versenyeket: nemzeti-, kontinentális- és világbajnokságokat. Az osztály Világbajnokságát, a Gold Cup-ot páratlan évben Amerikában, páros évben Európában rendezik. A sport különlegessége, hogy egy-egy kontinens- és világviadal időpontja fix, de a pontos helyszíne a kezdés előtti pár napig is változhat és akár 2 futam között is költözhet többszáz kilométert, amennyiben a környezeti tényezők megkívánják. A kontinens- és világbajnokságokon 150-200 versenyző szokott résztvenni, cca. 50 fős flottákra bontva.

## Ice Optimist

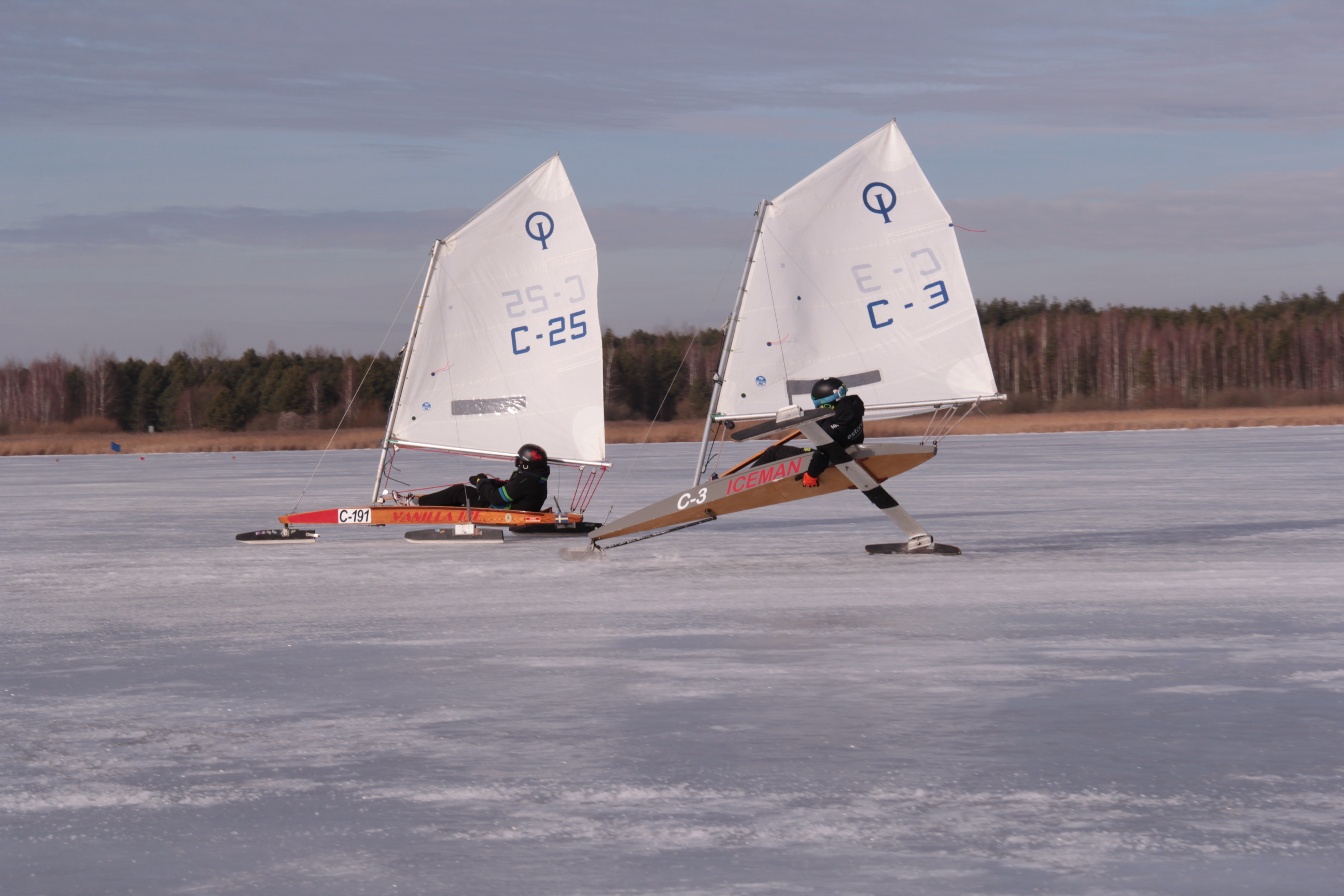
IceOptimistek a 2019-es Ifjúsági Világ- és Európabajnokság hevében

Az IceOptimist kifejezetten ifjú vitorlázók számára készült jégvitorlás. Úgy tervezték, hogy könnyen lehessen gyártani a legelterjedtebb anyagok felhasználásával és a költségek minimalizálásával. A szabványos Optimist vitorláját (és az IODA-jóváhagyásával nevét) használja, így az ifjúsági vitorlázók közel ugyanazt a felszerelést használják nyáron és télen, ha mindkét szezonban vitorláznak / versenyeznek.
Az Ice Optimist egy kisebb, kevésbé gyors hajó, mint egy DN. Kb. 2 lábbal rövidebb hosszúságú, szűkebb hídja van, kisebb vitorla-felülettel rendelkezik, könnyebb építeni, sokkal olcsóbb, és általában egy kissé kényelmesebben, ülő-pozícióban hajózható. A DN már nem "belépő szintű" jégvitorlás, amely jól illeszkedne a gyerekek számára. Bár a technológiai fejlődés a modern DN-eket könnyebben vitorlázhatóvá tette elődeinél, de gyorsabbak és sokkal drágábbak is lettek - két olyan tényező, amelyek igazán kevésbé alkalmasak fiatal tanuló jégvitorlázó számára. Az Ice Optimist olyan teljesítményt és stabilitást kínál, amely jobban illeszkedik a legtöbb "kezdő flotta" élményszintjéhez és önbizalmához
Az Ice Optimistek kisebb jégfelületen is hajózhatók, mint más nagyobb jégvitorlások, ezáltal kisebb tavak nagyon alkalmassá válnak az edzésre. Folyamatos felnőtt felügyeletet igényelnek.
A jégvitorlázás biztonságos a gyerekek számára mindaddig, amíg megfelelő biztonsági előírásokat követnek. Semmilyen körülmények között nem szabad a gyerekeknek egyedül vagy közeli felnőtt felügyelet nélkül hajózniuk. A gyerekeknek soha nem szabad vékony jégen vagy nyílt víz közelében vitorlázni.
Megfelelő biztonsági felszerelés kötelező: sisak, védőszemüveg, csúszás-gátló, jégbőlmentő-ár, mentőmellény, síp, meleg ruha.

## Monotype XV Osztály

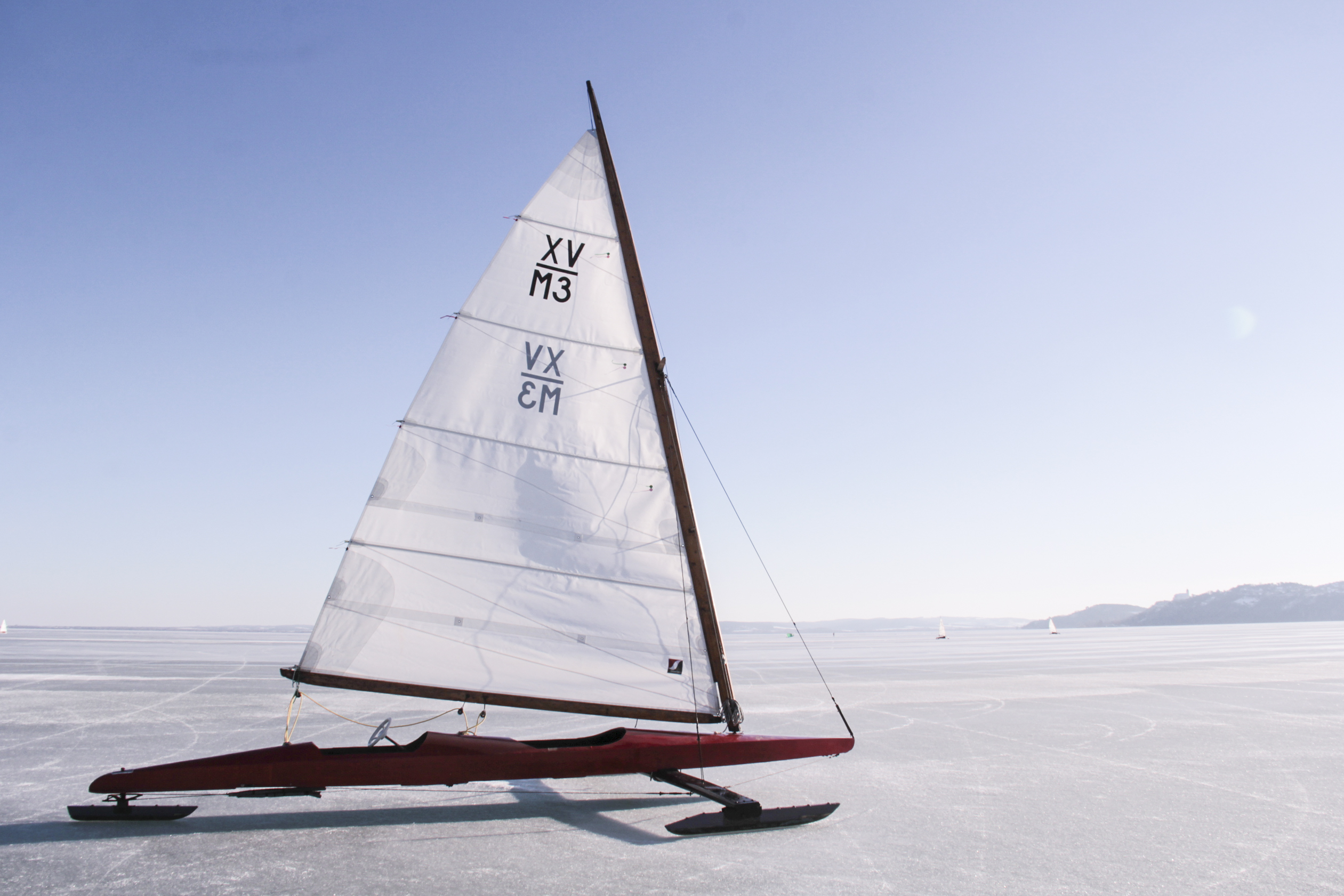
Monotype XV a Balatonon, 2017

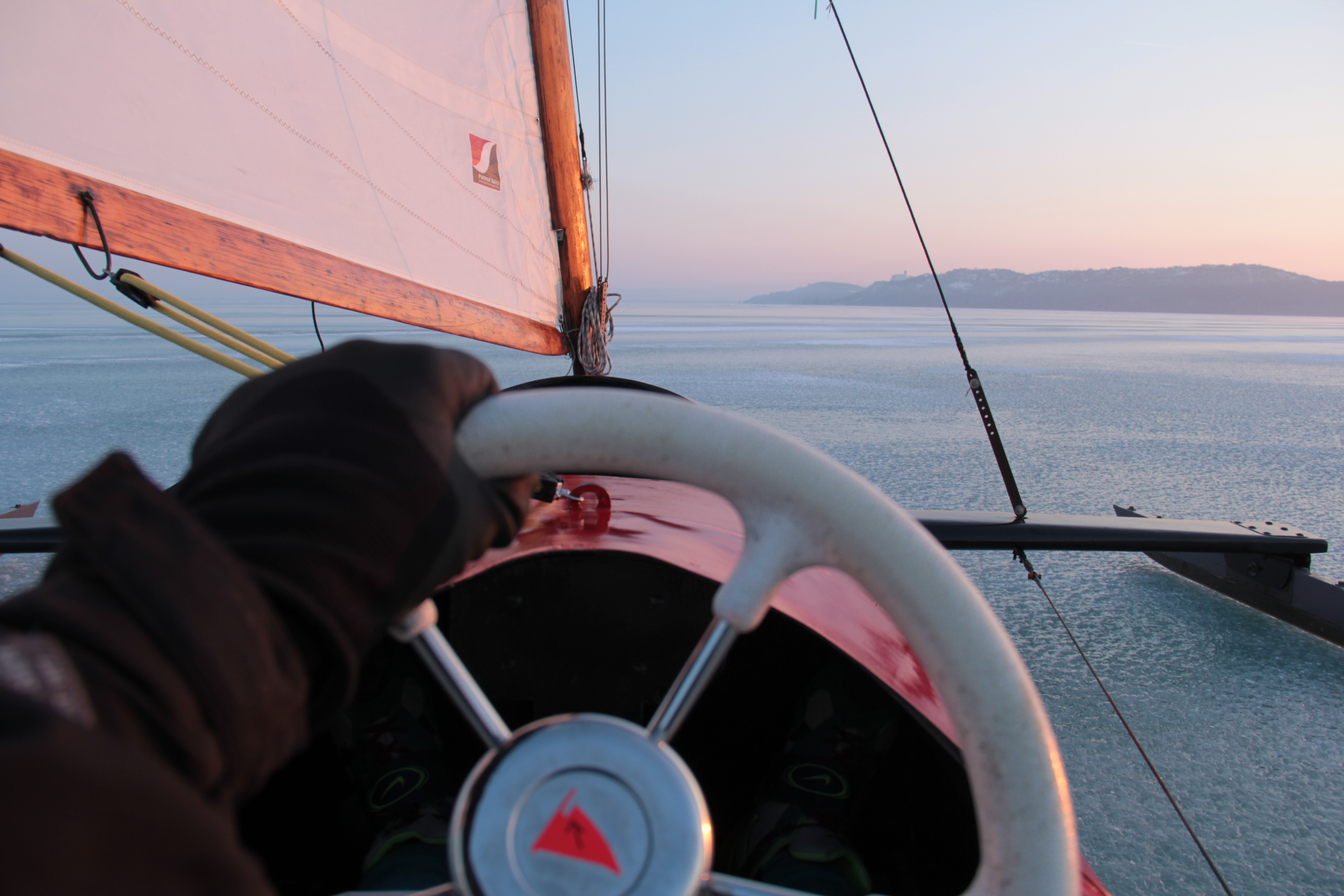
Kilátás egy Monotype XV-ösből a Balatonon

A Monotype XV jégvitorlást 1932-ben tervezte a legendás észt-német olimpiai vitorlázó, Erik von Holst. Nagyon rövid idő alatt népszerűvé vált és több mint 200 hajót építettek néhány év alatt. A jacht szigorú one-design szerkezet; vázlatosan ugyanúgy néz ki, mint az 1930-as években. A szerkezeti elemeket manapság modern módszerek és epoxi ragasztóval gyártják. A bronz korcsolyákat a rozsdamentes acélból készült futók váltották fel. A vitorlázat természetesen Dacronból vagy azzal egyenértékű anyagból készül. A 15 m2-es Monotype ma a legnagyobb Monotype osztály Európában és az egyetlen kétszemélyes jégvitorlás, amelyben európai és nemzetközi bajnokságokat is rendeznek.
Adatok: Vitorla felülete 15 m2, hossza = 7,5 m, szélessége 4,2 m és árbócmagasság 7,2 m. min. súly 205 kg. Személyzet 1-2 fő.
A második világháború előtt az osztály széles körben elterjedt volt a Balti-tenger körüli országokban. A legtöbb olyan országban, ahol a vitorlázók és a hajók túlélték a háborút és az azt követő időszakot 1990-körül újra kapcsolatba léptek egymással. 1993-ban orosz, észt, lett és svéd vitorlázók megalapították a Nemzetközi Monotype-XV Yacht Osztályszövetséget (IM-XVIYRA). Az egyesület elnöke az észt Suulev Küünarpuu lett, alelnöke George Bolchakov Oroszországból, a svéd Ulf Torberger a titkára és pénztárosa. Van technikai bizottságok is.

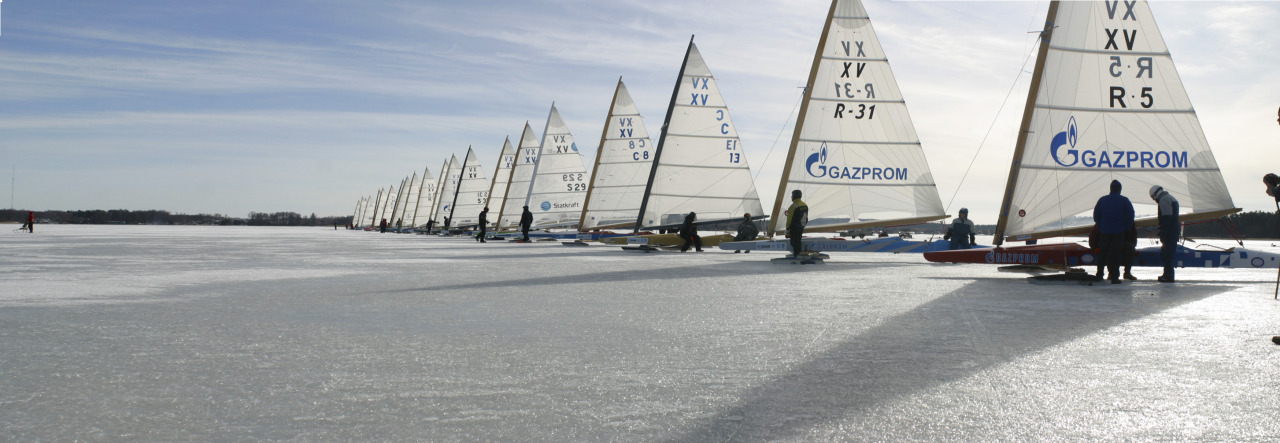
Monotype XV-ös verseny rajt

Jelenleg aktív vitorlázóik vannak Finnországban, Oroszországban, Észtországban, Lettországban, Litvániában, Lengyelországban, Németországban, Hollandiában és Svédországban. Jelenleg az osztály a legerősebb növekedését Hollandiában tapasztalja, ahol évente négy-öt hajót építenek.

## B2 típusú jégvitorlás

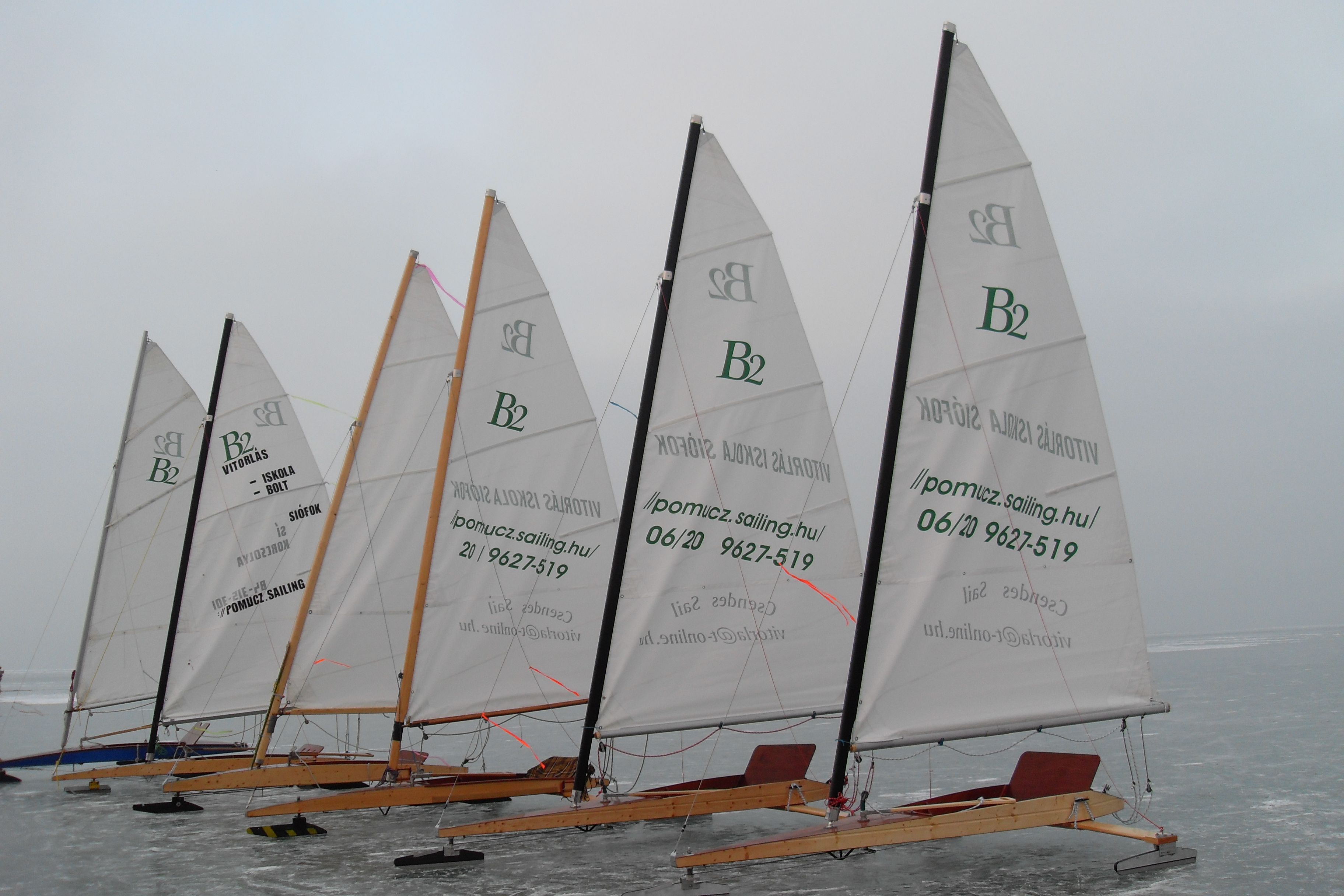
B2 flotta Siófok 2009 januárban

Ezt a típusú jégszánt (jégszán, jégvitorlás, mindkét elnevezés elfogadott és használható) 2002-ben Szabolcsi József tervezte és Mezősi László hajóépítő építette Siófokon. Jelenleg a flotta hét jégszánból áll. A típusjelzésben a "B" betű a Balatonra utal, a 2-es szám pedig arra, hogy két személy befogadására alkalmas. 
A tervezésnél az alábbi három fő szempont volt a legfontosabb:
	- legyen kétszemélyes
	- legyen könnyen szét és összeszerelhető 

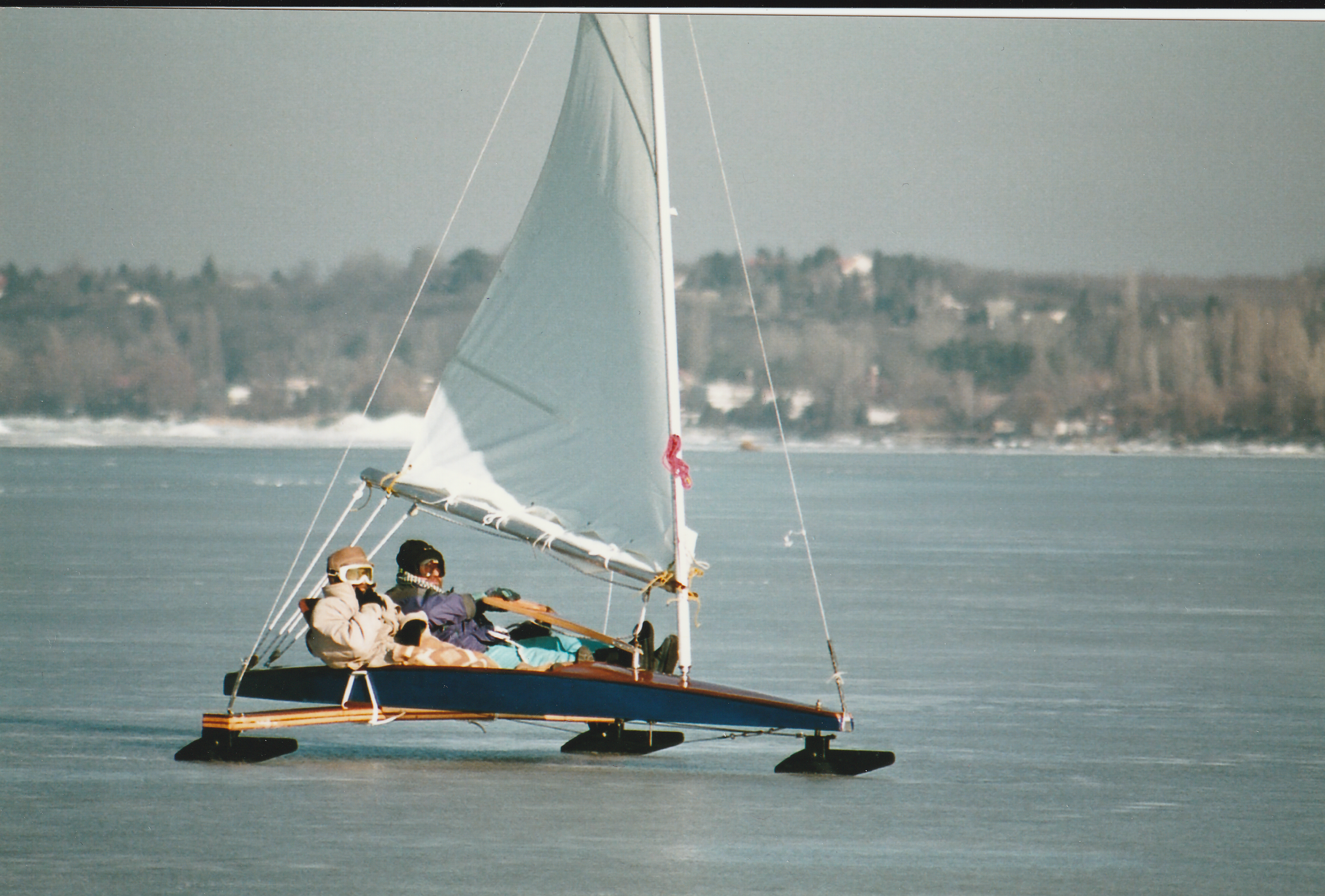
Az első B2-es

	- legyen könnyen szállítható, például egy személygépkocsi tetején

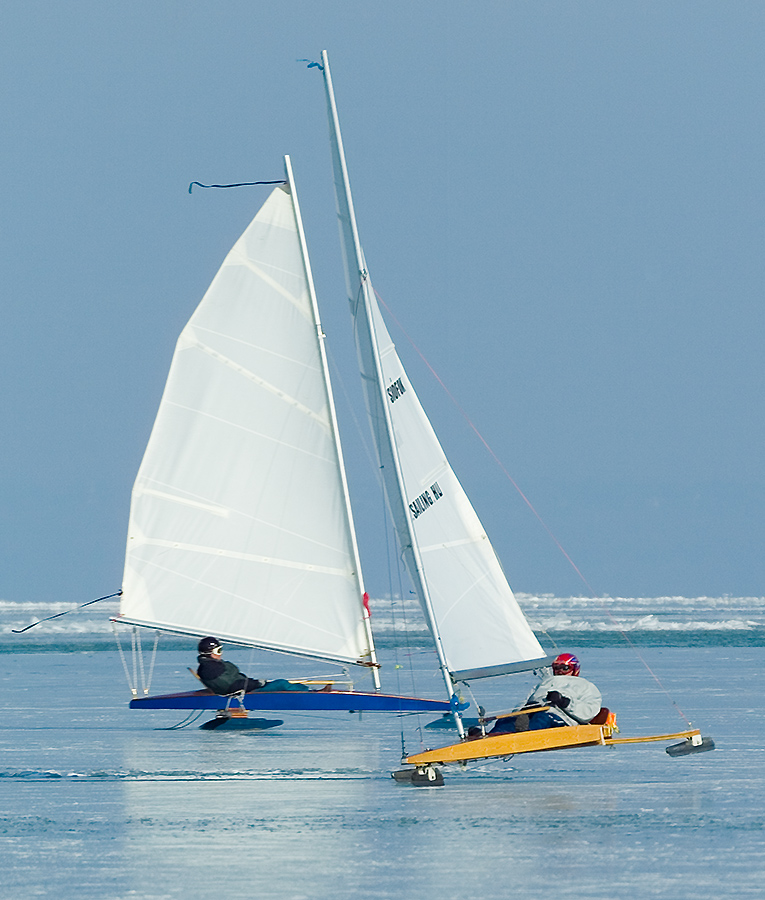
B2 jégszán kanyarban

A B2-es ezeket a tulajdonságokat megvalósítja és ebben áll az egyedisége, valamint az az innováció, hogy a világon csak itt létezik ez a típusú extrém sporteszköz. Ezen tulajdonságai alapján 2024-ben bekerült Siófok város értéktárába. 
A siófoki jégszános csapat küldetésének tekinti, hogy minél több emberrel megismertessék ezt az igazán extrém sportot és ezt nem üzleti alapon teszik. A jégszán 10m2-es vitorlafelülettel rendelkezik, 200 kg terhelésével 70 km/h sebességet értek el. A B2-es túrázásra kiválóan alkalmas, hiszen erős építésű, biztonságos és a felszerelés szállítására is alkalmas. 22 év alatt az egész Balatont bejárták, rendszeresen megfordultak a Velencei tavon, Tisza tavon, de voltak a Fertő tó Osztrák részén és a Rakacai víztározón is. Valószínű, hogy az övék lehet az a világszenzáció is, hogy jégvitorláztak műjégen a Városligeti Műjégpályán 2014-ben. Siófokiak és Siófok vendégei kalandra fel!